# Gargettiana melanosticta
Gargettiana melanosticta är en fjärilsart som beskrevs av James John Joicey och Talbot 1917. Gargettiana melanosticta ingår i släktet Gargettiana och familjen tandspinnare. Inga underarter finns listade i Catalogue of Life.